# Rørby
Rørby er en lille by på Nordvestsjælland med 728 indbyggere  (2024). Rørby er beliggende i Rørby Sogn en kilometer øst for Årby og 6 kilometer syd for Kalundborg. Byen tilhører Kalundborg Kommune og er beliggende i Region Sjælland.
Rørby Kirke ligger i byen, og Rørbysværdene, to markante krumsværd fra bronzealderen, er fundet ved Rørby.